# 東広島市立西条中学校
東広島市立西条中学校（ひがしひろしましりつ さいじょうちゅうがっこう）は、広島県東広島市西条町寺家にある公立中学校。略称は「西中」（さいちゅう）。

## 概要
東広島市の中央部にある。校区は急激に都市化が進んでおり、それによって増加した生徒の分散を図るため、2011年春に中央中学校を新設した。

## 教育方針
努力目標
1. 豊かな学力、たくましい体力、充実した気力をもち、自主的に行動をしよう。
2. 自他の人格を尊重し、明るく支え合う学校生活をきずこう。
3. 心豊かにして、誠実・責任ある言動につとめよう。
4. 学級・学校のきまりを守って、規律ある学校生活を送ろう。

誇れるもの三つの実践
1. あいさつのゆきわたる学校づくり
2. きれいで整った学校づくり
3. みんなで明るく支え合う学校づくり

## 部活動

### 運動系クラブ
- バスケットボール部（男子・女子）
- バレーボール部（男子・女子）
- ソフトテニス部（男子・女子）
- 卓球部（男子・女子）
- 野球部
- 陸上部（長距離・短距離）
- 柔道部

### 文化系クラブ
- 技術部
- 国際理解部
- 吹奏楽部
- 家庭科部
- 書道部
- 美術部

## 通学区域
- 東広島市立西条小学校の学区（西条町助実及び御薗宇の区域を除く）
- 東広島市立龍王小学校の学区
- 東広島市立東西条小学校(一部)

## 進学前小学校
- 東広島市立西条小学校
- 東広島市東西条小学校
- 東広島市立龍王小学校
- 東広島市立寺西小学校（一部）

## 交通
- JR西日本山陽本線西条駅より徒歩8分

## 卒業生
- 山内泰幸（プロ野球選手）
- 下和田翔平（柔道家）
- 西山大希（柔道家）
- 西山雄希（柔道家）
- 菅川健二（政治家）
- 井林章（プロサッカー選手）
- くぅ（NEE）